# Eglis Calzadilla
Eglis Calzadilla – wenezuelska zapaśniczka w stylu wolnym. Zdobyła brązowy medal na mistrzostwach panamerykańskich w 1997 roku.